# San Marco (настільна гра)
San Marco — єврогра, створена у 2001 році дизайнерами Аланом Р. Муном та Аароном Вайсблюмом. Дія гри відбувається у Венеції, а її назва походить від одного з районів міста. У грі шість районів, за вплив у яких змагаються гравці. Ігрова механіка гри базується на контролі місцевості та розіграші карт. Гра поділяється на проходи, які потім розбиваються на ходи. Гравці можуть розміщувати і переміщати як аристократів, так і мости, а також набирати очки за райони, в яких вони мають вплив.

## Нагороди та рейтинги
- Переможець, Meeples' Choice Award 2001
- Переможець, International Gamers Award 2002 у категорії «Найкраща багатокористувацька стратегічна гра»[2]
- 7-е місце, Deutscher Spiele Preis, 2001[3]
- Фіналіст премії Jeu de l'année, 2003